# Landstal
Landstal ist eine Ortschaft und als Landsthal eine Katastralgemeinde der Gemeinde Hainfeld im Bezirk Lilienfeld in Niederösterreich.

## Siedlungsentwicklung
Zum Jahreswechsel 1979/1980 befanden sich in der Katastralgemeinde Landsthal insgesamt 11 Bauflächen mit 9.324 m² und 5 Gärten auf 4.465 m², 1989/1990 gab es 11 Bauflächen. 1999/2000 war die Zahl der Bauflächen auf 29 angewachsen und 2009/2010 bestanden 17 Gebäude auf 26 Bauflächen.

## Bodennutzung
Die Katastralgemeinde ist landwirtschaftlich geprägt. 14 Hektar wurden zum Jahreswechsel 1979/1980 landwirtschaftlich genutzt und 68 Hektar waren forstwirtschaftlich geführte Waldflächen. 1999/2000 wurde auf 8 Hektar Landwirtschaft betrieben und 70 Hektar waren als forstwirtschaftlich genutzte Flächen ausgewiesen. Ende 2018 waren 8 Hektar als landwirtschaftliche Flächen genutzt und Forstwirtschaft wurde auf 70 Hektar betrieben. Die durchschnittliche Bodenklimazahl von Landsthal beträgt 28,4 (Stand 2010).